# Ermida de Santa Rita (Almagreira)

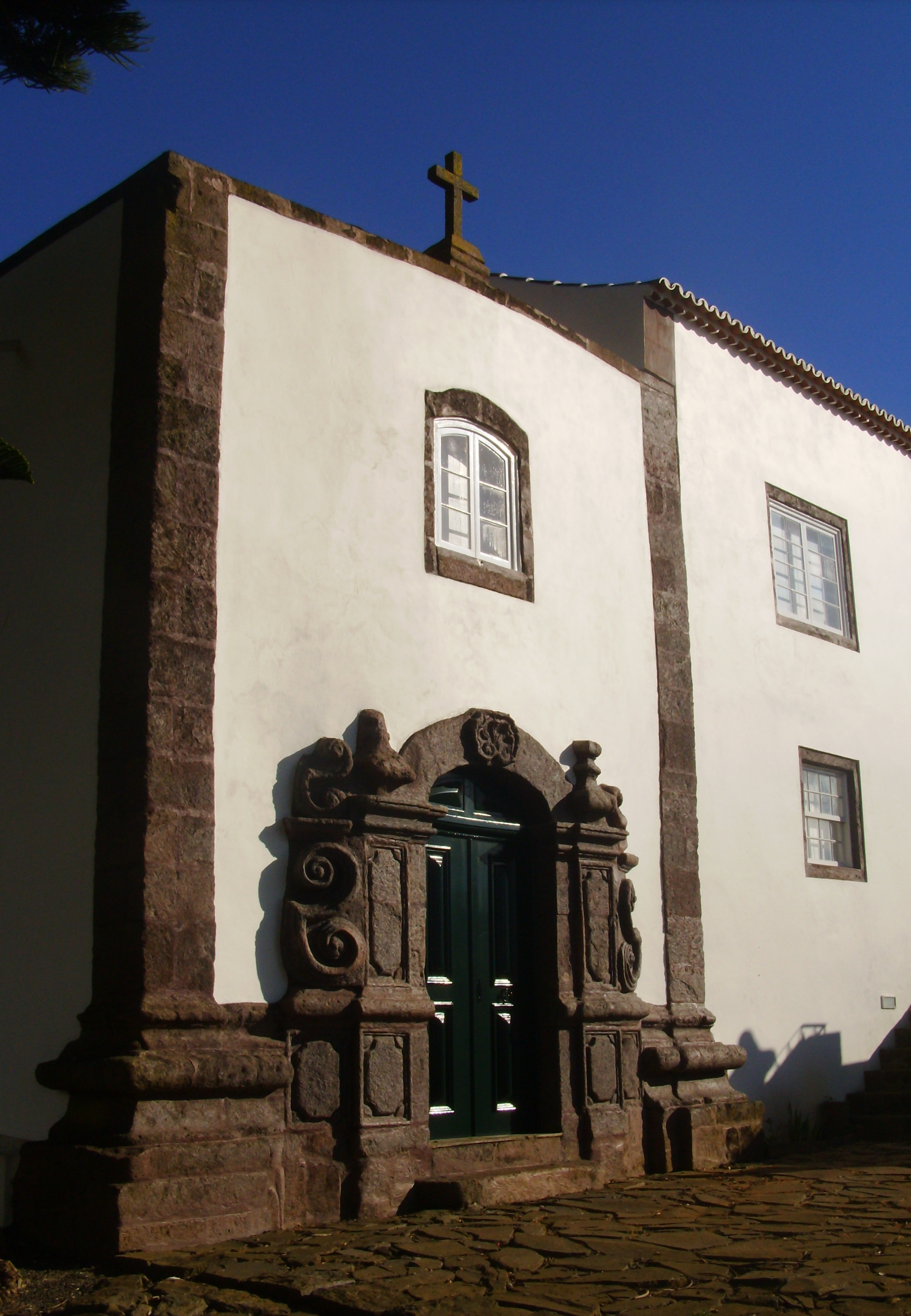
Ermida de Santa Rita: alçado principal.

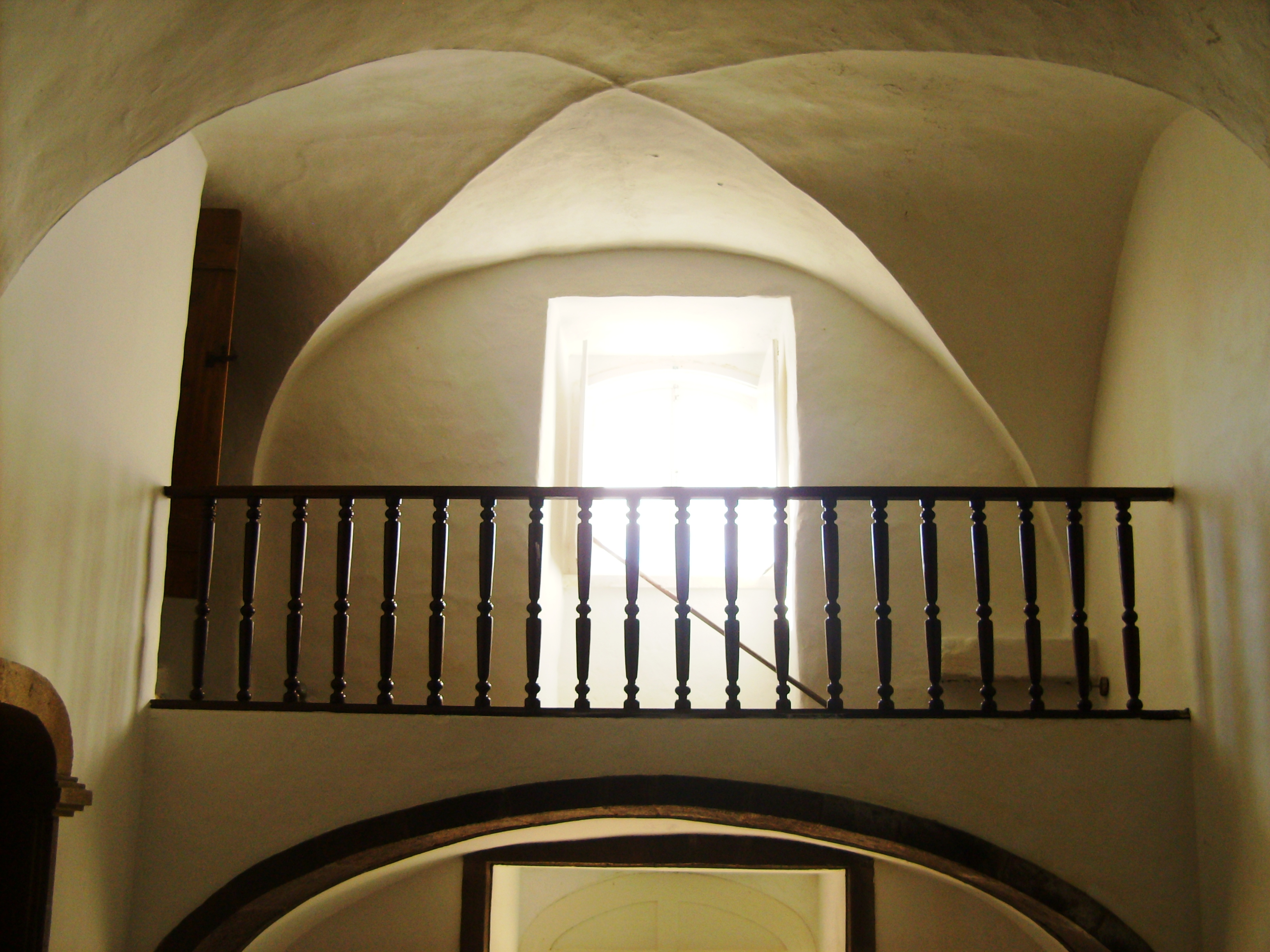
Ermida de Santa Rita: coro alto.

A Ermida de Santa Rita, na realidade sob a invocação de Nossa Senhora da Natividade, localiza-se na Fonte do Mourato, na freguesia da Almagreira, concelho da Vila do Porto, na ilha de Santa Maria, nos Açores.

## História
Trata-se da ermida privativa de um solar onde, conforme era hábito na ilha, era feita a celebração dos ofícios religiosos para a comunidade em determinados dias, conforme contrato dos proprietários mais abastados com os frades franciscanos.
De acordo com a tradição familiar dos atuais proprietários, terá sido erguida na primeira metade do século XVIII em cumprimento a uma promessa. Durante um forte temporal registado na ilha, a queda de um raio feriu gravemente o proprietário e matou um seu irmão. A esposa do proprietário prometeu erigir uma capela a Nossa Senhora, em intenção da recuperação do esposo, graça que, obtida, conduziu à sua edificação.
Na década de 1960 foram-lhe promovidas obras de conservação.
Encontra-se atualmente em bom estado de conservação, em mãos da mesma família.

## Características
A ermida, integra uma antiga quinta, da qual ainda restam a habitação (à qual a ermida se adossa), muito transformada, edifícios anexos e vestígios de um "jardim de passeio".
Construída em alvenaria de pedra rebocada e pintada, apresenta de planta rectangular adossada ao lado esquerdo de uma habitação.
A fachada principal é delimitada por cunhais largos, com portada em arco abatido com uma concha em relevo no fecho. Esta portada é ladeada por pilastras encimadas por pináculos e encimada por uma janela com moldura simples e verga curva.
A parte posterior da fachada lateral esquerda é encimada por um campanário com arco de volta perfeita sobre impostas, com sino.
O adro da ermida, de forma irregular, é calcetado, delimitado por um muro com remate de secção triangular coberto com telha de meia-cana tradicional.